# ラ・ラ・ラ♪日ようび
『ラ・ラ・ラ♪日ようび』（ラ・ラ・ラ にちようび）は、JRN系列局で生放送されていたTBSラジオ製作の音楽バラエティ番組である。製作局のTBSラジオでは2001年4月8日から2003年9月28日まで放送。
パーソナリティは、当初は近藤サト（フリーアナウンサー）と室井佑月（作家）が務めていたが、2002年4月からは室井に替わって岩崎ひろみ（女優）が近藤のパートナーを務めていた。
番組内では、近藤たちとは全く別の出演者によるクイズコーナー「ツムラ・ミュージックタイムマシーン」が放送されていた。

## 放送局
★マークのある局は、番組の終了後（2003年10月）に放送時間の一部または全部をニッポン放送制作の『中村こずえのみんなでニッポン日曜日!』へ切り替えた局。
| 放送対象地域   | 放送局      | 放送日時 | ネット開始時期 | 備考                           |
| -------------- | ----------- | --- | -------------- | ------------------------------ |
| 関東広域圏     | TBSラジオ   | 日曜 11:00 - 15:00 （2001年4月8日 - 2002年10月6日） 日曜 12:00 - 15:00 （2002年10月13日 - 2003年9月28日）     | 2001年4月      | 製作局                         |
| 秋田県         | ★秋田放送   | 日曜 12:00 - 14:00                                                                                            | 2001年10月     |                                |
| 山形県         | 山形放送    | 日曜 12:00 - 15:00 （2002年4月 - 2003年3月） 日曜 12:00 - 14:00                                               | 2002年4月      |                                |
| 新潟県         | 新潟放送    | 日曜 12:00 - 14:00                                                                                            | 2003年4月      |                                |
| 富山県         | ★北日本放送 | 日曜 12:00 - 15:00                                                                                            | 2001年4月      |                                |
| 石川県         | ★北陸放送   | 日曜 12:00 - 14:00                                                                                            | 2001年4月      |                                |
| 福井県         | ★福井放送   | 日曜 13:00 - 15:00                                                                                            | 2001年4月      |                                |
| 鳥取県・島根県 | 山陰放送    | 日曜 13:00 - 15:00 （2002年4月 - 2002年9月） 日曜 12:00 - 15:00                                               | 2002年4月      |                                |
| 岡山県         | 山陽放送    | 日曜 11:00 - 15:00 （2001年4月 - 2001年9月） 日曜 12:00 - 15:00 （2001年10月 - 2002年3月） 日曜 13:00 - 15:00 | 2001年4月      | ローカル特番編成時には放送休止 |
| 香川県         | ★西日本放送 | 日曜 12:00 - 15:00                                                                                            | 2001年10月     |                                |
| 高知県         | ★高知放送   | 日曜 12:00 - 14:00                                                                                            | 2003年4月      |                                |
| 大分県         | 大分放送    | 日曜 12:00 - 14:00                                                                                            | 2003年4月      |                                |